# Bhattedanda
Bhattedanda – gaun wikas samiti w środkowej części Nepalu w strefie Bagmati w dystrykcie Lalitpur. Według nepalskiego spisu powszechnego z 2001 roku liczył on 408 gospodarstw domowych i 2339 mieszkańców (1199 kobiet i 1140 mężczyzn).